# Wild Arms (spelserie)
Wild Arms (japanska: ワイルドアームズ Hepburn: Wairudo Āmuzu?) är en datorrollspelserie utvecklad av Media.Vision i samarbete med Sony Computer Entertainment. Sedan det första spelet utgavs 1996 har serien bland annat adapterats till manga en anime på 22 avsnitt. Wild Arms står ut i rollspelssammanhang, eftersom det utspelar sig i en Vilda västernlik miljö. Även musiken och rollfigurerna anspelar på Vilda västern, men också på klassisk fantasy.

## Utgivna spel och format
- Wild Arms, PS1
- Wild Arms 2, PS1 och PlayStation Portable
- Wild Arms 3, Playstation 2 och PlayStation 4
- Wild Arms Alter Code: F, PS2
- Wild Arms 4, Playstation 2
- Wild Arms 5, Playstation 2
- Wild Arms XF, PlayStation Portable
- Wild Arms: Million Memories,